# Campomanesia reitziana
É uma espécie endêmica do Brasil, das matas Pluviais e Restingas do sul e sudeste. foi descrita por Legrand em 1957.

## Sinônimos
Essa espécie não possui sinônimo segundo o Reflora.

## Morfologia e Distribuição
Árvore nativa do estado de São Paulo, Paraná e Santa Catarina. De casca fissurada com sulco delicado. Folhas entre 7.5 e 12 compr. (cm) mais da metade das folhas, domácia presente, base aguda e cordada, margem crenada edentada, pecíolo curto. Inflorescência axilar, tipo uniflora e racemo auxotélico. Flor com sépalas ovadas e oblongas, botão-floral aberto com 5 lobos, 5 pétalas e bractéola persistente até os frutos quando maduro. Fruto de cor verde, imaturo, amarelo, quando maduro, e de 1-4 sementes por fruto.